# Sint-Michielsklooster (Kiev)

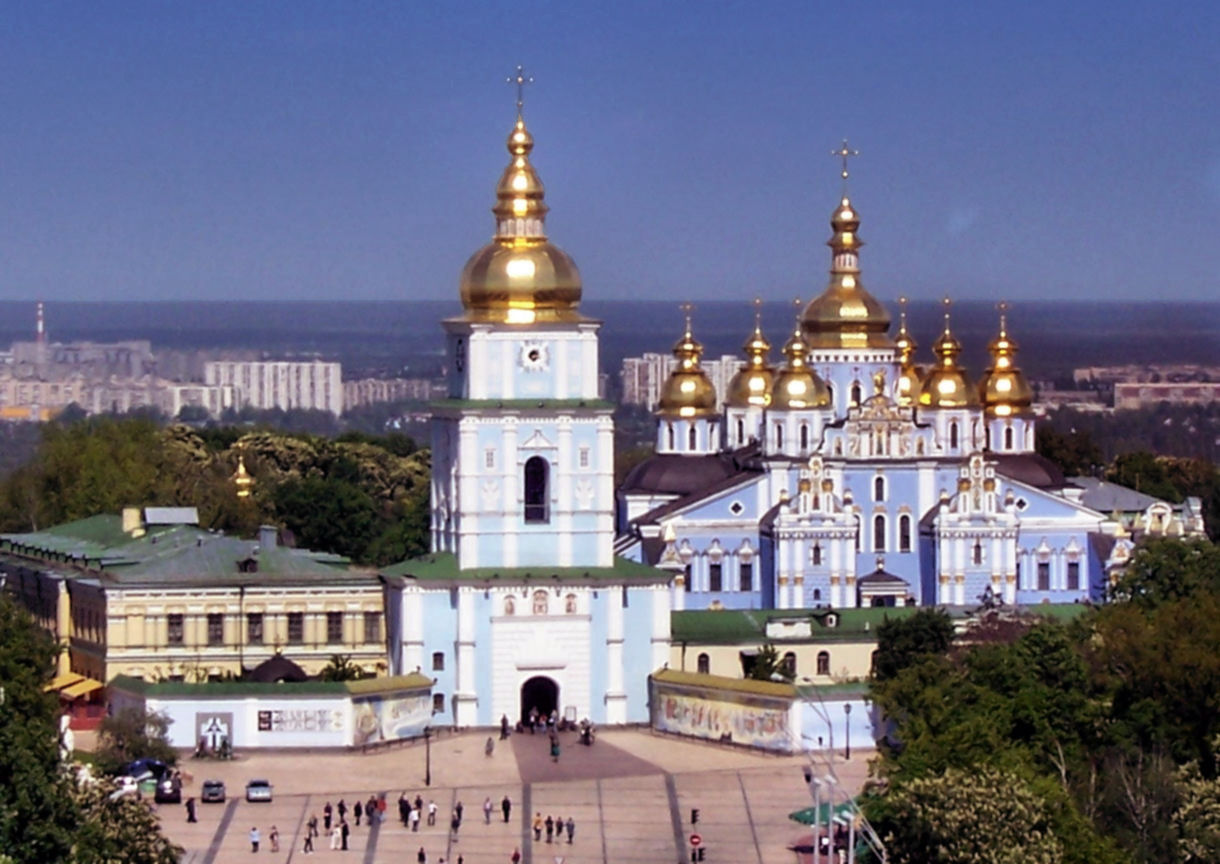
Het Sint-Michielsklooster

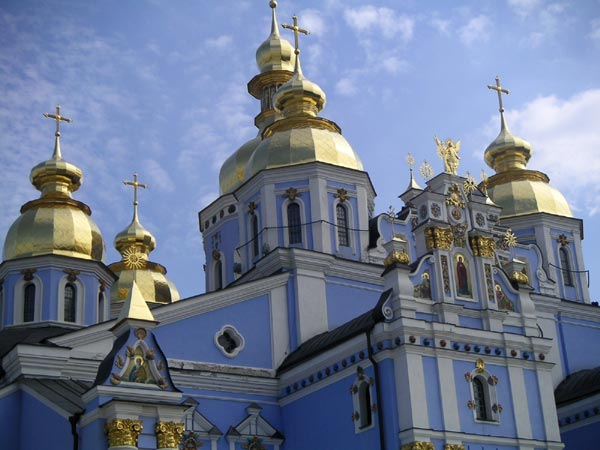
De heropgebouwde kloosterkerk

Het Sint-Michielsklooster in Kiev (Oekraïens: Михайлівський золотоверхий монастир, Mykhaylivs’kyi zolotoverkhyi monastyr; Russisch: Михайловский златоверхий монастырь, Mikhaylovsky zlatoverkhy monastyr) is een klooster in Kiev, gewijd aan de aartsengel Michaël. Het bevindt zich op een rots aan de westelijke oever van de Dnjepr.

## Geschiedenis
De oudste kloostergebouwen dateerden van de 11e-12e eeuw, na de stichting door de Oekraïense vorst Svjatopolk II. Deze vorst had als doopnaam Michael, vandaar de naam voor het Sint-Michielsklooster, bijgenaamd met de Gouden Koepel. De Mongolen verwoestten het klooster in 1240. In de 16e eeuw werd het klooster grondig heropgebouwd. Het werd een bedevaartsoord. De verbouwingen in Oekraïense barok dateren van twee eeuwen later.
De belangrijkste gebouwen in het klooster zijn de kathedraal en de klokkentoren. Zij werden rond 1936 door de Sovjets afgebroken en na de onafhankelijkheid van Oekraïne aan het eind van de 20ste eeuw heropgebouwd. Door deze verbouwingen kon men het oudste stuk uit de 11e eeuw blootleggen.

## Zetel van de Orthodoxe Kerk van Oekraïne
Het Sint-Michielsklooster met de Gouden Koepel werd de zetel van de Orthodoxe Kerk van Oekraïne na de oprichting van de kerk op 15 december 2018. Het Sint-Michielsklooster met de Gouden Koepel wordt gebruikt als het hoofdkwartier van de metropoliet van Kiev en heel Oekraïne. De rector van het klooster heeft de rang van diocesane bisschop.